# Suberanthus hincheanus
Suberanthus hincheanus är en måreväxtart som först beskrevs av Ignatz Urban och Erik Leonard Ekman, och fick sitt nu gällande namn av Attila L. Borhidi. Suberanthus hincheanus ingår i släktet Suberanthus och familjen måreväxter. Inga underarter finns listade i Catalogue of Life.